# قلب خطر (مسلسل)
قلب خطر، مسلسل مصري صدر سنة 2008، من إخراج عبدالمنعم صادق وبطولة سوسن بدر وماجد المصري.

## ملخص القصة
تدور أحداث المسلسل في إطار درامي حول أحد أبطال حرب 1973 الذي خرج من المعركة مصابًا ليعيش طيلة حياته متفاخرًا بإصابته بين أقرانه، لكنه يتعرض لأزمات متتالية يصمد في مواجهتها، حيث يستمد قوته من مبادئ الحرب وفترة القتال.

## طاقم العمل
- سوسن بدر
- ماجد المصري
- مها أحمد
- سعيد طرابيك
- بثينة رشوان
- توفيق عبد الحميد